# Per Svensson
Per Oskar Svensson, pseud. Pelle Sving (ur. 6 lutego 1943 w Sollefteå, zm. 17 grudnia 2020 w Sundsvall) – szwedzki zapaśnik walczący w stylu klasycznym. Trzykrotny olimpijczyk. Srebrny medalista z Tokio 1964; czwarty w Meksyku 1968 i ósmy w Monachium 1972. Walczył w najcięższej kategorii, plus 97 kg.
Mistrz świata w 1970 i 1971, a czwarty w 1963 i 1965. Pięciokrotny medalista mistrzostw Europy, w tym złoty w 1969 i 1970. Zdobył osiem medali na mistrzostwach nordyckich w latach 1963 – 1971.